# Lactarius subpurpureus
Lactárius subpurpúreus (лат.) — вид грибов рода Млечник (Lactarius) семейства Сыроежковые (Russulaceae).

## Описание
- Шляпка 3—10 см в диаметре, выпуклой формы с углублением в центре, затем становится плоско-вдавленной или воронковидной, тёмно-винно-красного цвета, с намного более светлыми зонами, иногда вместо зон заметны пятна, с возрастом выцветает, однако край обычно остаётся винно-красным, затем покрывается изумрудно-зелёными пятнами, к старости становится охристой, с серым оттенком, гладкой. Край шляпки гладкий, ровный, иногда к старости слабо рубчатый. Кутикула шляпки — иксокутис 80—200 мкм толщиной, состоит из окрашенные гиф.
- Гименофор пластинчатый. Пластинки приросшие к ножке или слабо низбегающие на неё, довольно редкие и широкие, иногда разветвлённые у ножки, примерно одного цвета со влажной шляпкой, затем, не так быстро, как шляпка, выцветают, с возрастом становятся зеленоватыми или покрываются зеленоватыми пятнами. Сфероцисты отсутствуют.
- Мякоть беловатого или розоватого цвета, сначала краснеет, а потом зеленеет на воздухе, без особого запаха, вкус пресный или слабо горьковатый. Млечный сок тёмно-винно-красного цвета, с пресным или островатым вкусом.
- Ножка 3—8 см длиной и 0,6—1,5 см толщиной, с ватной мякотью, затем полая, гладкая, во влажную погоду обычно слизистая, одного цвета со шляпкой, сначала с сероватым оттенком, затем темнеет, с тёмно-красными пятнами, ровная или сужающаяся кверху, в нижней части опушённая. Кутикула ножки — тонкий иксокутис.
- Споровый порошок кремового цвета. Споры 8—11×6,5—8 мкм, эллипсоидной формы, покрытые амилоидными и более светлыми, неамилоидными линиями. Базидии двух- или четырёхспоровые, 40—50×9—12 мкм, тонкостенные, неамилоидные. Базидиолы многочисленны. Макроцистиды 35—92×3—7 мкм, веретеновидной или почти цилиндрической формы, неамилоидные. Хейлоцистиды булавовидной формы, 20—36×4—8 мкм, неамилоидные, тонкостенные.
- Является съедобным грибом.

## Экология и ареал
Произрастает на земле в хвойных и смешанных лесах, часто совместно с сосной и псевдотсугой канадской, летом и в начале осени. Распространён в восточной части США и на юге Канады.

## Сходные виды
По цвету млечного сока этот вид похож на Lactarius paradoxus, однако чётко отличается от него окраской плодовых тел и более или менее далеко расположенными друг от друга пластинками.